# Port Elizabeth (Newfoundland en Labrador)
Port Elizabeth is een spookdorp en voormalige gemeente in de Canadese provincie Newfoundland en Labrador. De verlaten plaats bevindt zich op Davis Island, een klein eiland voor de zuidkust van Newfoundland. In het kader van het provinciale hervestigingsbeleid werd de plaats eind de jaren 1960 verlaten. 

## Geografie
Het spookdorp neemt een groot deel van het oppervlak van Davis Island in. Dat eiland is met een oppervlakte van 1,1 km² het op een na grootste eiland in de Flat Islands, een archipel in Newfoundlands zuidelijke Placentia Bay. De plaats ligt slechts 3 km van het schiereiland Burin verwijderd en ligt op minder dan een kilometer van het vroeger eveneens bewoonde Flat Island.

## Geschiedenis

### Algemeen
De nederzetting werd in de vroege 19e eeuw gesticht in de nabijheid van rijke visgronden. De lokale gemeenschap leefde er dan ook van de visserij. In 1911 bouwde men op Davis Island een vuurtoren.
Ter ere van de troonsbestijging van koningin Elizabeth II van het Verenigd Koninkrijk in 1952 werd de nederzetting, die tot dan toe simpelweg als Davis Island bekendstond, hernoemd naar Port Elizabeth. In 1962 werd Port Elizabeth, dat toen zo'n 380 inwoners telde, een gemeente met de status van local government community.

### Hervestiging
In het kader van het provinciale hervestigingsbeleid verhuisden alle inwoners van de Flat Islands eind jaren 1960 naar het Newfoundlandse vasteland. Sindsdien zijn Flat Island en Port Elizabeth spookdorpen.
De meeste jonge mensen verhuisden naar grotere vissersdorpen zoals Grand Bank, Burin en Marystown, al vertrokken ook meerdere gezinnen naar het landbouwersdorp Winterland. Een aanzienlijk deel van de inwoners van Port Elizabeth, voornamelijk iets oudere mensen met aanzienlijke investeringen in visgerei, gingen enkel akkoord met hervestiging als ze mochten verhuizen naar Red Harbour. Dat dorpje ligt aan de gelijknamige natuurlijke haven op Burin op nog geen 5 km van Davis Island. De overheid aanvaardde dit uiteindelijk, zij het met erg grote tegenzin. Het creëerde immers een vrij absurde situatie daar Red Harbour een aantal jaar eerder na overheidsingrijpen immers reeds volledig ontvolkt was. Uiteindelijk verhuisden 47 van de 155 Port Elizabethse gezinnen naar Red Harbour.